# نوزينيرسين
نوزينيرسين (بالإنجليزية: Nusinersen)‏ هو دواء يُستعمل في علاج:
- ضمور العضلات الشوكي